# Festes Majors d'Hivern de Sant Blai de la Fatarella
Les Festes Majors d'Hivern de Sant Blai de la Fatarella és una celebració religiosa tradicional del poble de La Fatarella (Terra Alta) el dia 3 de febrer en honor de Sant Blai.

## Calendari
A la Fatarella, arran d'una consulta popular que va realitzar l'Ajuntament d'aquest municipi es va decidir de canviar les dates de celebració, i avui en dia, aquesta festa se celebra el primer dissabte de febrer, perquè així hi puguin assistir els fills del poble i altra gent. Juntament a aquest dia componen les Festes Majors d'Hivern de Sant Blai: la festa de la Candelària (Candelera) -Vespra de les Festes i que en l'actualitat se celebra sempre en divendres-, la festa dels Quintos -que en l'actualitat se celebra sempre en diumenge- i la festa de Santa Àgueda. -que en l'actualitat se celebra sempre en dilluns i que és festa local-
Hi ha una antiga dita que diu El primero no hace día, el segundo Santa María, el tercero San Blas, el cuarto nada y el quinto Santa Águeda.

## Festa de la Candelària
El divendres a la tarda una cercavila recorre els principals carrers del poble anunciant l'inici de la Festa Major amb una de les bandes de música del poble. En l'actualitat, la Cobla Orquestra Miranfont i la Banda la Lira intercanvien actuacions anualment, és a dir, l'Ajuntament de la Fatarella un any contracta una de les bandes de música i l'any següent a l'altra.
A mitja tarda té lloc la benedicció de les candeles i, a continuació, es realitza la Missa.
Durant el vespre les tortades són dipositades i exposades juntament amb els pa beneïts a casa d'un dels Majorals, o bé, en un espai públic (Edifici lo Centro–Espai de la Llar de Jubilats o Casal de la Vila) per a la seva benedicció més tard per part del mossèn.
Tanca el dia el Rock de Festa Major d'Hivern que té lloc a la Sala de Ball del Casal, aquest any 2015 s'ha realitzat la novena edició i des dels seus inicis l'organitza l'Associació de Joves Amics de la Cultura de la Fatarella.

## Festa dels Majorals de Sant Blai
Aquesta s'inicia de bon matí amb el Cant de l'Aurora  per diferents carrers del poble. Tot seguit es realitza el Rosari de l'Aurora en companyia de la banda de música. Cap al migdia surt la comitiva dels Majorals, les balladores i els xiquets i les xiquetes juntament amb les tortades i la banda de música des de la casa d'un dels Majorals o d'algun edifici o recinte de l'Ajuntament i fins a l'Església Parroquial de Sant Andreu. Dintre l'ofici es realitza l'ofrena de les tortades a Sant Blai i al sortir els Majorals ofereixen pambeneïts a tot el poble. En finalitzar la missa, té lloc la tradicional subhasta de la llenya per part dels Majorals i posteriorment s'inicia la plega dels Majorals.
A la tarda es balla les tres populars Dansades de la Jota de la Fatarella a la plaça Major. Els Majorals i les seves parelles i tothom que s'hi vulgui sumar ballen la jota amb la tortada, formant una rotllana i al mig d'aquesta se situen els músics. En acabar la segona dansada els Majorals subhasten la tortada de Sant Blai que pot arribar a pesar més de deu quilos. Aquesta tortada ha estat portada durant la festa pel Majoral principal.
Per finalitzar el dia té lloc una doble sessió de ball de tarda i de nit -el ball de nit a més pot inclouré un concert-. Abans de sopar els Quintos i Quintes juntament amb la banda de música realitzen un cercavila pels carrers del poble que anuncia la seva festa.

## Festa dels Quintos i Quintes o Fadrins
El diumenge és la festa dels nois i noies que l'any anterior han complert 18 anys. Aquests, a mig matí, acompanyats de la banda de música municipal recorren alguns dels carrers del nucli antic del poble. Al migdia se celebra la Missa Major a l'Església Parroquial de Sant Andreu amb l'assistència dels Quintos. Al finalitzar la missa els Quintos ofereixen pambeneïts a tot el poble.
A continuació té lloc la clàssica corrida de rucs en la qual els participants munten els rucs sense cap tipus d'utensili per a subjectar-se a sobre, aquesta cursa discorre des de l'Avinguda de Catalunya i fins a l'ermita de la Mare de Déu del Carme o la Casa Ecològica. Els premis de la llança per participar-hi són conills, galls, gallines, etc., de més a menys, en funció de la classificació i per a l'últim una ceba. Per acabar el matí, es realitza la plega dels Quintos. A la tarda, els Quintos ballen la jota a la plaça Major de forma molt animada. Finalment, al vespre i a la nit tenen lloc dues sessions de ball (el ball de nit, a més, també pot incloure un concert).

## Festa de Santa Águeda
L'últim dia de les Festes és la festa o diada de les dones. A mig matí té lloc la Missa Major a la Capella de la Mare de Déu de la Misericòrdia amb l'assistència de les Àguedes. Aquestes en acabar la missa ofereixen pambeneïts a tothom. Tret d'algun any, aquestes a la tarda també organitzen el ball de la jota a la plaça Major.
Durant el transcurs dels dies de les Festes, al davant del Casal, s'hi instal·len diferents atraccions per als xiquets i xiquetes. També durant aquest dies, normalment, es pot aprofitar per visitar alguna exposició.